# Alfredo Saldívar
Alfredo Saldívar Medina (Città del Messico, 9 febbraio 1990) è un ex calciatore messicano, di ruolo portiere.